# Viện Kosciuszko
Viện Kosciuszko (KI) (tiếng Ba Lan: Instytut Kościuszki) Là một tổ chức phi lợi nhuận độc lập, phi chính phủ ở Ba Lan, là một viện chính sách và viện nghiên cứu thành lập năm Kraków vào năm 2000. Các lĩnh vực chuyên môn của KI bao gồm các thể chế và luật pháp, kinh tế, năng lượng và khí hậu của Liên minh Châu Âu và Ba Lan, an ninh, quốc phòng và quan hệ quốc tế.
Trang web của Viện tuyên bố, nhiệm vụ của Viện Kosciuszko là đóng góp cho sự phát triển kinh tế và xã hội của Ba Lan - một thành viên tích cực của Liên minh châu Âu và là đối tác của Liên minh Euro-Atlantic.

## Lịch sử
Viện được thành lập năm 2000 theo sáng kiến của các nhóm cá nhân kết hợp với Đại học Jagiellonia và Trường Kinh tế Warsaw. Viện  chính sách bắt đầu các hoạt động của mình dưới cái tên Viện hội nhập châu Âu.
Viện Kosciuszko chủ yếu tập trung vào phát triển các khái niệm về chính sách của Ba Lan đối với Liên minh châu Âu sẽ phục vụ lợi ích quốc gia. Sau khi Ba Lan gia nhập EU, KI tiếp tục nghiên cứu các khuyến nghị và phân tích về luật pháp của EU, nhưng đã mở rộng phạm vi hoạt động của nó.

## Khu vực nghiên cứu
- Các tổ chức và pháp luật của EU và Ba Lan
- Kinh tế & Tài chính
- Năng lượng & Khí hậu
- Nhà nước theo pháp luật
- Quan hệ quốc tế
- An ninh & Quốc phòng
- Sự thăng hạng của Ba Lan

## Ấn phẩm được chọn
- Khí gas độc đáo - Cơ hội cho Ba Lan và Châu Âu? Phân tích và khuyến nghị (2011)
- Hợp tác V4 trong việc đảm bảo an ninh mạng - Phân tích và khuyến nghị (2012)
- Hướng tới sự đồng thuận khí hậu mới cho năng lực cạnh tranh kinh tế châu Âu - Cơ hội và thách thức của gói khí hậu và năng lượng của EU (2012)
- Tác động của việc khai thác khí đá phiến đối với sự phát triển kinh tế xã hội của các khu vực - câu chuyện thành công của Mỹ và cơ hội tiềm năng cho Ba Lan (2012)
- Phân tích cơ sở hạ tầng khí đốt ở Ba Lan trong bối cảnh những thách thức năng lượng tiềm năng và sự phát triển của ngành khí độc đáo (2013)